# Walter Angerer-Niketa
Walter Angerer-Niketa (* 23. März 1940 in Wels; † 24. September 2021 in Laa an der Thaya) war ein österreichischer Künstler und Bildhauer.

## Leben
Walter Angerer erkrankte mit sieben Jahren an Knochentuberkulose. Die existentielle Erfahrung der jahrelangen, oft einsamen, Krankenhausaufenthalte, die vielen Operationen sowie seine bleibende Behinderung prägten ihn und sein Werk grundlegend. „Ohne diese Erfahrung wäre ich niemals dieser Künstler geworden.“ sagt Walter Angerer.
„Durch das lange Liegen in den Krankenhausbetten und das Starren auf den Kasten, die Fenster, die Tür, beginnen die geraden Linien zu schweben, die Form löst sich auf.“ In dieser Zeit nehmen die schwebenden Formen, wie sie u .a. in späteren Ausstellungen „Im Augenblick der Ewigkeit“ zu sehen sind, ihre ersten Anfänge.
Als Jugendlicher verbrachte Walter Angerer einige Jahre in der Waldschule bei Wiener Neustadt, einer Schule für körperbehinderte Kinder. Aus dieser Erfahrung heraus war es ihm ein Anliegen, den Kreativkurs für Behinderte im damaligen Dramatisches Zentrum, in Anbindung an die Volkshochschule Schwendergasse, viele Jahre lang zu leiten. Durch die Arbeit mit Behinderung befasste er sich mit der Frage des Spannungsfelds von Schicksal und Freiheit.
Von 1958 bis 1963 studierte Angerer Werbegrafik an der Höhere Graphische Bundes-Lehr- und Versuchsanstalt (Wien). Durch den Besuch einer Ausstellung von Josef Pillhofer reifte der Wunsch Bildhauer zu werden, vollends. Er studierte von 1963 bis 1967 Bildhauerei an der Akademie der Bildenden Künste (Wien), zuerst als Schüler von Hans Andre, dessen Assistent Pillhofer war, später bei Fritz Wotruba. 1979–80 erhielt er sein Diplom unter der Lehre von Bruno Gironcoli.
Ab 1983 unterrichtete er Grafikdesign an der Höherer Grafische Lehr- und Versuchsanstalt, Wien.
Neben seiner Lehrtätigkeit setzte sich Walter Angerer mit spirituellen Praktiken und Astrologie auseinander. Sein Beiname/Künstlername „Niketa“ wurde ihm von seinem spirituellen Lehrer gegeben. Der Begriff stammt aus dem Sanskrit und bedeutet „Tempel“.
Walter Angerer lebte und arbeitete in Wien und Neuruppersdorf im Weinviertel.

## Werk

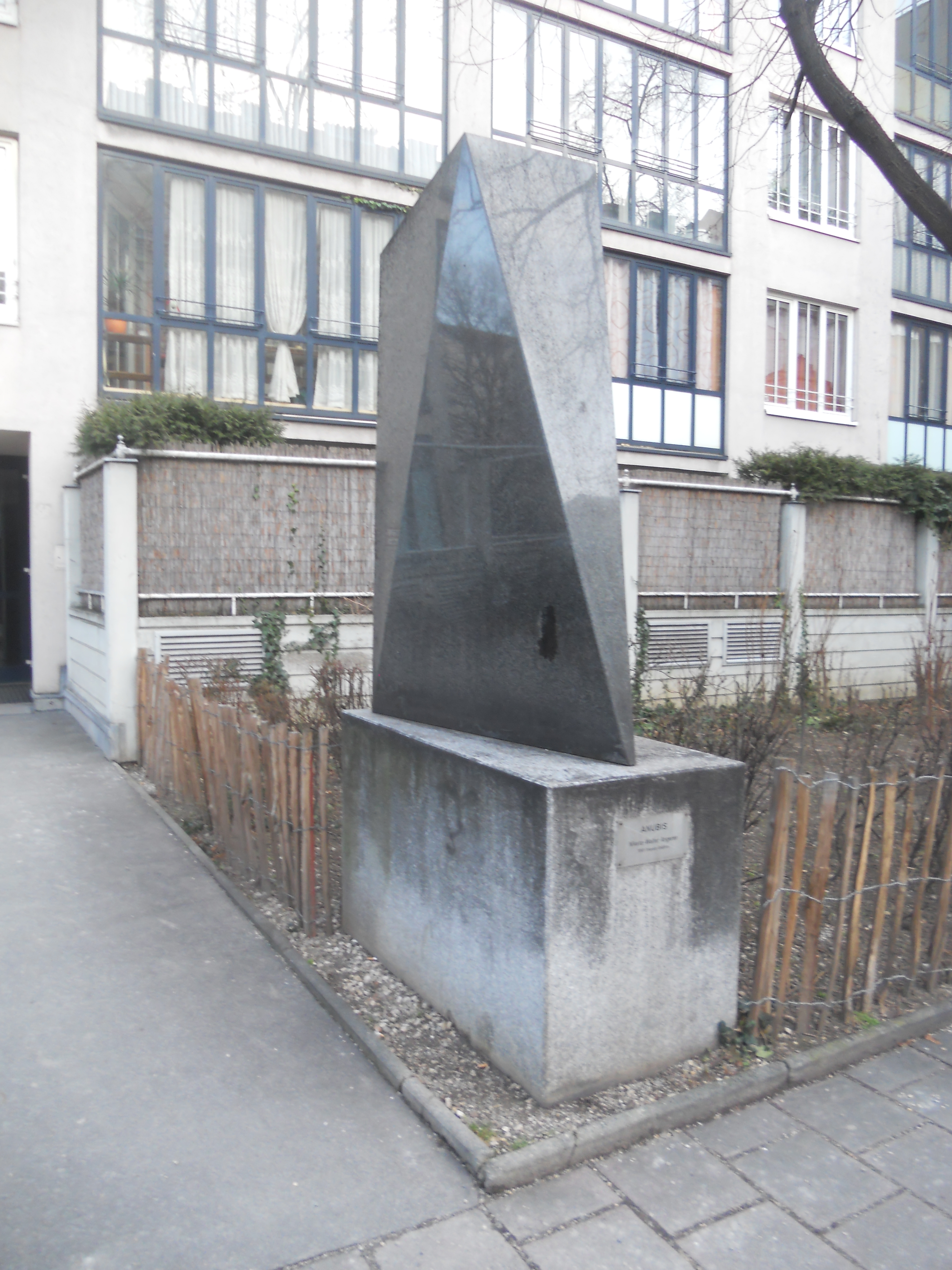
Steinplastik Anubis in Wien-Brigittenau

Reduktion, klare, geometrische, abstrakte Formen und eine ihm eigene reduziert-losgelöste Formensprache zeichnen sein Œuvre aus. Durch minimale Veränderungen und dem Spiel mit Linien- und Formenkombinationen erforscht er die Relationen von Symmetrie – Asymmetrie, Ruhe – Bewegung, Schwere – Leichtigkeit, Geschlossenheit – Offenheit, Stabilität – Instabilität.
Über seine künstlerische Arbeit schreibt die Kunsthistorikerin Maria Christine Holter:

„Nach anfänglicher Reduktion der menschlichen Figur in Holz, Stein und auf Papier fand Angerer während der 1970er- und 80er-Jahre zu einer neokonstruktivistischen, beinahe minimalistischen Spielart der geometrischen Abstraktion. Neben kunstimmanenten Einflüssen waren Begegnungen mit der Philosophie des französischen Existentialismus, der buddhistischen und hinduistischen Spiritualität sowie dem Modern Jazz dafür ausschlaggebend und manifestieren sich in Angerers Plastik genauso wie in seinen „Bildern“, Zeichnungen auf Papier oder grafisch angelegten Gemälden auf festem Träger. Darin sind grundlegende formale Gestaltungselemente in größtmöglicher Vereinfachung präsent: Senkrechte, Waagrechte, Schräge, verschiedenste Möglichkeiten der Feldteilung sowie eine auf Weiß, Schwarz, Grau und Rot beschränkte Farbigkeit verwoben zu variablen Kompositionsgerüsten. Mit den aktuellen „Metallfaltungen“, denen sich Angerer nun in seinen reifen Jahren widmet, setzt er seinen Weg als Meister höchster Reduktion und Eleganz eindrucksvoll fort. Fast schwebend nehmen die Plastiken ihren Platz auf den Podesten ein und lassen dabei, von der Beleuchtung und der Farbgebung verstärkt, imaginäre, überzeitliche Räume entstehen. Die Angela Davis, der berühmten US-amerikanischen Bürgerrechtlerin und Feministin, gewidmete „Liberty“ zeugt von Walter Angerer-Niketas metaphysischer, jedoch nie gänzlich weltabgewandter Huldigung der reinen Form.“

## Ausstellungen

### Einzelausstellungen
- 1963 Expressiv, Klubraum der VSStÖ, Wien
- 1972 Skulpturen und Bilder, Kleine Galerie in der Neudeggergasse, Wien
- 1973 Skulpturen und Bilder, Guldengalerie, Wels
- 1974 Skulpturen und Bilder, Galerie in der Goldgasse, Salzburg
- 1974 Skulpturen und Bilder, Kleine Galerie in der Neudeggergasse, Wien
- 1979 Geometrie und Abstraktion, Galerie des OÖ Kunstverein 1851, Linz
- 1981 Das Quadrat und der Würfel – eine phänomenologische Analyse, Secession, Wien
- 1983 Form und Farbe; (mit Hans Plobner), Galerie des OÖ Kunstverein 1851, Linz
- 1990 Skulpturen und Bilder zur Meditation und Transformation, Galerie des Oberösterreichischen Kunstverein 1851, Linz
- 1991 Reduktionen (mit Karl Kriebel); Blau-Gelbe-Viertelsgalerie, Zwettl, NÖ
- 1992 Im Augenblick der Ewigkeit, Skulpturen, Bilder, Grafiken, Secession, Wien
- 1999 Spurensuche, Kunst am Bau, Region 20. Bezirk Wien, Aktionsradius Augarten, Wien
- 2004 Stein und Sein, Skulpturen von Walter Angerer-Niketa, Bilder von Guido Zehetbauer-Salzer, Künstlerhaus, Wien
- 2009 Poesie der Logik, Skulpturen, Bilder und Grafiken von Walter Angerer-Niketa, Bilder von Harald Plochberger, ZS art Galerie, Wien
- 2012 Rückblick/Querschnitt, Österreichische Beamtenversicherung, Wien
- 2013 Raum außerhalb der Zeit; (mit Alex Klein), zs art galerie, Wien
- 2015 Gegen den Zeitgeist mit den Stilmitteln der Klassischen Moderne, Schüttkasten, Laa/Thaya, NÖ
- 2019 Walter Angerer-Niketa. Galerie OÖ Kunstverein, Linz, OÖ
- 2020 Choreografie der Stille; (mit Ray Malone), zs art galerie, Wien

Aus dem Nachlass
- 2023 Im Augenblick der Ewigkeit, Walter Angerer-Niketa, aus dem Nachlass (1940–2021), zs art galerie, Wien
- 2023 Tage der offenen Ateliers NÖ, Soloausstellung, Atelier Neuruppersdorf, NÖ

### Ausstellungsbeteiligungen und Kunstmessen
- 1963 Künstler aus Oberösterreich; Galerie Junge Generation; Wien, Kapfenberg / A, Kopenhagen / DK
- 1964 Herbstausstellung; Wiener Künstlerhaus, Wien
- 1971 Mitglieder; Kammerhofgalerie, Gmunden
- 1972 Symposion Lindabrunn; Kommunikationszentrum; NÖ
- 1974 Kellergalerie Goldgasse, Salzburg
- 1975 15 Bildhauer; Park des Max-Reinhardt-Seminars, Wien
- 1975 15 Bildhauer; Rosarium, Baden, NÖ
- 1975 Figurale Struktur, 3 Bildhauer: Walter Angerer, Hannes Turba, Werner Würtinger; Wiener Secession, Wien
- 1976 Wiener Künstler nördlich der Donau; Kulturamt der Stadt Wien, Wien
- 1977 GEOMETRICA 77; Messegelände Tulln, Tulln, NÖ
- 1977 Steine; Modern Art Galerie, Wien
- 1977 Logische Kunst? 8 Beispiele; NÖ-Gesellschaft Kunst und Kultur; Kirchberg am Wechsel, NÖ
- 1978 Logische Kunst; Wiener Secession, Wien
- 1978 50 Jahre Künstlergilde Salzkammergut; Kammerhofgalerie, Gmunden
- 1978 Kunst aus Oberösterreich; Modern Art Galerie, Wien
- 1978 Kunst aus Oberösterreich; Galerie des OÖ Kunstverein 1851, Linz
- 1978 Tendenzen und Wege; Wiener Secession, Wien Kulturamt der Stadt Wien<
- 1979 OÖ Kunstverein 1851
- 1979 Brucknerhaus, Linz
- 1979 Künstlerhaus Klagenfurt, Klagenfurt
- 1979 Künstlerhaus Wien
- 1980 OÖ Kunstverein 1851
- 1980 Brucknerhaus, Linz
- 1980 3 junge Künstler; Kammerhofgalerie, Gmunden
- 1981 OÖ Kunstverein 1851
- 1981 Museum der Stadt Graz
- 1981 13. Internationale Kleinplastik Biennale; Padua
- 1983 FREIPLATZ KUNST ´83 – Künstler arbeiten in der Wiener Secession; Secession Wien
- 1986 OÖ Kunstverein 1851, Linz
- 1986 Museum Folkwang der Stadt Essen / D
- 1987 Österreichische Grafik II; Sammlung der Wiener Secession, Wien
- 1988 Natur-Stein-Park; Liezen
- 1989 null-dimension 1 – kunst international – konstruktive strömungen; Hipp-Halle; Künstlergilde Salzkammergut & Galerie „new space“; Gmunden
- 1990 Neue oberösterreichische Steinbildhauerei; Künstlergilde Salzkammergut; Kammerhofgalerie Gmunden
- 1990 Konstruktiv-Konkret-Konzeptuell; 12 Künstler aus Österreich, Fulda / D
- 1990 Osiris und Anubis; BAWAG-Foundation, Wien
- 1991 Gleich-Zeitig, 140 Jahre OÖ Kunstverein 1851
- 1991 OÖ Landesmuseum, Museum Francisco Carolinum, Linz
- 1991 Neue oberösterreichische Steinbildhauerei; Galerie des OÖ Kunstverein 1851, Linz
- 1991 Neue oberösterreichische Steinbildhauerei; NÖ Dokumentationszentrum, St. Pölten
- 2000 Internationalen Grafik III – INNOVATION, 10. Gmundner Symposium; Kongresshaus Gmunden/ Villa Toscana; Gmunden; OÖ
- 2001 FAHNEN; an der Traunbrücke; 11. Gmundner Symposion für Konkrete Kunst; Gmunden; OÖ
- 2004 Kunstschaffende im Land; Barockschlössl Mistelbach, NÖ
- 2005 MOTIVA, International-Konstruktiv-Konkret-Intelligibel; Austria Center Vienna, Wien
- 2005 Spurensuche; Kunst am Bau – Region 20. Bezirk, Wien
- 2005 99x21x21; Mitglieder und Freunde der Künstlergilde Salzkammergut, Gmunden
- 2006 Horror Vacui-Schrecken der Leere, Galerie des OÖ Kunstverein 1851, Linz
- 2006 10 Jahres Werkschau; Galerie am Kapellenberg, Dörfles, NÖ
- 2006 „Ein Jahr, 34 Positionen, 34 Räume“, Museum Modern Art, Hünfeld, 2006–2007 / D
- 2007 Lignum in Arte; Galerie am Kapellenberg, Dörfles
- 2008 Geometrie und Konzept; Salzkammergut, Kammerhofgalerie, Gmunden, OÖ
- 2008 Weinviertler Impressionen; Galerie am Kapellenberg, Dörfles, NÖ
- 2008 Wir, Mitglieder der Künstlergilde, Salzkammergut; Kammerhofgalerie, Gmunden
- 2009 zs artenvielfalt; zs art galerie, Wien
- 2011 Jahr des Waldes; Stift Klosterneuburg, NÖ
- 2011 Art Austria 2011; (zs art galerie), Wien
- 2011 Jahr des Waldes; Landesmuseum Niederösterreich, St. Pölten
- 2013 Zeichnung Wien die 4te; zs art galerie, Wien
- 2013 Landauf 2013; Barockschlössl und Museumszentrum, Mistelbach, NÖ
- 2013 Art Austria 2013 (zs art galerie), Wien
- 2013 Emil Toman – Maler, Mentor, Wegbereiter; zs art galerie, Wien
- 2014 5 Jahre zs art galerie; zs art galerie, Wien
- 2015 Reduktion; zs art galerie, Wien
- 2015 Atrium Art; 20 Jahre Ausstellungs- und Sammlungstätigkeit der ÖBV, Wien
- 2016 30x30x30; zs art galerie, Wien
- 2016 art KARLSRUHE (zs art galerie), Karlsruhe
- 2017 art KARLSRUHE (zs art galerie), Karlsruhe / D
- 2018 man stelle sich vor: Stille; Galerie OÖ Kunstverein, Linz, OÖ
- 2018 art KARLSRUHE (zs art galerie), Karlsruhe / D
- 2019 Prinzip Landschaft; zs art galerie, Wien
- 2019 Kopf-Variationen; zs art galerie, Wien
- 2020 zselection; zs art galerie, Wien
- 2020 Kleinformat; zs art galerie, Wien

Aus dem Nachlass
- 2022 Collage II; Gruppenausstellung, zs art galerie, Wien
- 2023 Parallel; Gruppenausstellung, Skulpturenpark Gmunden
- 2023 Parallel Vienna; Gruppenausstellung; Sculpture Special Show; Otto-Wagner-Areal, Wien
- 2023 Luxembourg ArtWeek / The Fair 2023 (zs art galerie); Luxembourg / LUX
- 2024 Reduktion + Emotion, Gruppe, zs art galerie, Wien
- 2024 Parallel; Gruppenausstellung, Skulpturenpark, Toskanapark Gmunden
- 2024 STAGE Bregenz (zs art galerie); Bregenz / A
- 2024 Dialoge I – 15 Jahre zs art galerie; Gruppenausstellung, zs art galerie, Wien

### Kunst im Öffentlichen Raum
- 1986 Raumgestaltung für die Höhere Technische Bundeslehranstalt, Bundeshandelsakademie und Bundeshandelsschule für Körperbehinderte in 1030 Wien
- 1991 Skulptur für eine Wohnhausanlage der Gemeinde Wien, 1200 Wien, Pappenheimstraße Ecke Hartlgasse, Liste der Kunstwerke im öffentlichen Raum in Wien/Brigittenau

### Arbeiten im Besitz öffentlicher und privater Sammlungen
- Bundesministerium für Unterricht und Kunst
- Kulturamt der Stadt Wien
- Sammlung des Landes Oberösterreich
- Oberösterreichisches Landesmuseum, Francisco Carolinum
- Sammlung des Landes Niederösterreich
- Sammlung ÖBV[5]
- Museum Liaunig

## Auszeichnungen
- 1976 Förderungspreis der Zentralsparkasse
- 1977 Förderungspreis des Kulturamtes der Stadt Wien
- 1978 Förderungspreis der Stadt Wien
- 1979 Theodor-Körner-Preis
- 1980 Meisterschulpreis für Bildhauerei der Akademie der Bildenden Künste
- 1982 1. Preis bei „Künstler arbeiten in Betrieben“

## Mitgliedschaften
- Mitglied bei:
Wiener Secession
Oberösterreichischer Kunstverein 1851
Künstlergilde Salzkammergut
Verein Europäischer Bildhauer – St. Margarethen